# 茲諾西奇
51°12′40″N 26°41′52″E / 51.21111°N 26.69778°E
茲諾西奇（烏克蘭語：Зносичі）是位於烏克蘭西部里夫內州裏薩爾內區的村莊，始建於1810年，面積4.64平方公里，海拔高度154米，2001年人口3,256，人口密度每平方公里485.8人。